# 斯涅日斯科耶农村居民点
斯涅日斯科耶农村居民点（俄语：Снежское сельское поселение）是俄罗斯联邦布良斯克州布良斯克区所属的一个农村居民点。其下辖有4个居民点，行政中心为普乔夫卡。据2015年统计，该农村居民点的人口为7911人。